# ألبرت سميث (سياسي أسترالي)
ألبرت سميث (بالإنجليزية: Albert Smith)‏ هو سياسي أسترالي، ولد في 2 يناير 1881 في كنت في المملكة المتحدة، وتوفي في 5 فبراير 1965. حزبياً، نشط في حزب العمال الأسترالي. وقد انتخب عضو مجلس النواب الأسترالي عن دائرة Division of Wakefield ‏ (21 أغسطس 1943 – 28 سبتمبر 1946).